# 破壊措置命令
破壊措置命令（はかいそちめいれい）とは、弾道ミサイルの落下などにより、日本国内で重大な被害が生じる可能性がある場合に、内閣総理大臣の承認を得て防衛大臣が発令する命令である。
破壊措置は自衛隊法82条の3に規定されている自衛隊の行動であり、命令により自衛隊の部隊が日本領空または公海において、弾道ミサイルの迎撃を行う。破壊措置命令なしに弾道ミサイルの迎撃を行うことはできない。自衛隊による迅速な対処を可能にするため、2016年からは3ヶ月ごとに区切って更新され常時発令状態になっているとされる。

## 自衛隊法第八十二条の三
（弾道ミサイル等に対する破壊措置）
1　防衛大臣は、弾道ミサイル等（弾道ミサイルその他その落下により人命又は財産に対する重大な被害が生じると認められる物体であつて航空機以外のものをいう。以下同じ。）が我が国に飛来するおそれがあり、その落下による我が国領域における人命又は財産に対する被害を防止するため必要があると認めるときは、内閣総理大臣の承認を得て、自衛隊の部隊に対し、我が国に向けて現に飛来する弾道ミサイル等を我が国領域又は公海（海洋法に関する国際連合条約に規定する排他的経済水域を含む。）の上空において破壊する措置をとるべき旨を命ずることができる。
2　防衛大臣は、前項に規定するおそれがなくなったと認めるときは、内閣総理大臣の承認を得て、速やかに、同項の命令を解除しなければならない。
3　防衛大臣は、第一項の場合のほか、事態が急変し同項の内閣総理大臣の承認を得るいとまがなく我が国に向けて弾道ミサイル等が飛来する緊急の場合における我が国領域における人命又は財産に対する被害を防止するため、防衛大臣が作成し、内閣総理大臣の承認を受けた緊急対処要領に従い、あらかじめ、自衛隊の部隊に対し、同項の命令をすることができる。この場合において、防衛大臣は、その命令に係る措置をとるべき期間を定めるものとする。
4　前項の緊急対処要領の作成及び内閣総理大臣の承認に関し必要な事項は、政令で定める。
5　内閣総理大臣は、第一項又は第三項の規定による措置がとられたときは、その結果を、速やかに、国会に報告しなければならない。
これにより、防衛大臣は弾道ミサイル等が日本国に飛来するおそれがあり、その落下により、日本国の領域における人命または財産に対する被害を防止するため必要があると認めるときに、内閣総理大臣の承認を得て、自衛隊の部隊に対し、日本国に向けて現に飛来する弾道ミサイル等を日本国の領域または公海の上空において破壊する措置をとる命令が発令できる。

## 発令時の対応及び実績
具体的な自衛隊の行動としては、ミサイル防衛を目的に、航空総隊司令官を指揮官とするBMD統合任務部隊が編成され、航空自衛隊のPAC-3ミサイル部隊と海上自衛隊のイージス艦部隊が展開し、迎撃準備及び破壊措置を行うこととなる。
2005年（平成17年）に規定が設けられ、2009年3月27日と2012年3月16日、同年12月7日、2013年4月7日までの計4回については、発令されたことが公表されている。ただし、部隊の展開及び弾道ミサイルの追跡を行ったが、実際に弾道ミサイルを破壊したことはない。
2009年3月27日、2012年3月16日、同年12月7日の命令書は公開されたが、2013年4月7日の命令書は「わが国の手の内を明かすことになる」（菅義偉内閣官房長官の定例会見より）との理由で公開されなかった。命令を非公開とした措置に対して、「自衛権の発動は、国会による文民統制の下で厳格に行われるべきであり、国権の最高機関たる国会が、命令が出ているのかどうかさえ把握できていなければ、その是非の検証すらできない」という懸念の声がある。
その後は2014年4月にも発令されていたとされるが、非公表方針により発令された事自体が公式には認められていない。
2016年1月29日の措置も非公表であったが、同年2月2日に北朝鮮が人工衛星の発射を国際海事機関など国際機関に通知したことを受け、翌3日に中谷元防衛大臣が改めて破壊措置命令を発令し、公表した。

### 常時発令体制への移行
2016年8月3日に発射の兆候が掴みにくい移動式発射台でノドンが発射され、秋田県男鹿半島の西およそ250キロの地点に落下した事を受け、防衛省はそれまで兆候を掴んでから出していた破壊措置命令を常時発令する体制に変更し、防衛省の敷地内にPAC-3・日本海にイージス艦を配備することになった。
2016年8月8日、稲田朋美防衛大臣が破壊措置命令を発令し、以後、破壊措置命令は持続的に命令を出しておく「常時発令」の状態となり、3ヶ月毎に命令を更新させ効力を継続させることになった。